# 복지TV
복지TV(福利TV, 영어: Welfare Broadcasting Corporation, WBC)는 장애인을 대상으로 한 대한민국의 유료 텔레비전 채널이다.

## 로고송
- 희망을 나누어요 우리 모두 사랑해요 WBC 복지TV 2005년 5월 20일 ~  2012년 12월 31일
- 사랑이 넘치는 세상 WBC 복지TV 2013년 1월 1일 ~ 현재

## 프로그램

### 자체 제작
- WBC 뉴스
- WBC 다큐 스페셜
- WBC 생방송 전국 나눔 노래자랑
- 함께하는 생활요가
- 사랑의 사인
- 굿모닝 건강체조
- WBC 희망스튜디오
- 희망으로 가는 복지시대
- 박마루의 행복한 휴먼 플러스
- 톡톡 수어

- 복지TV  뉴스

## 같이 보기
- 웰페어뉴스